# مازدا هازومي
مازدا هازومي هي السيارة المبتكرة التي صنعتها مازدا لتعرض للجمهور كتصميم ممكن لعام 2015 من مازدا 2. عرضت لأول مرة في معرض جنيف للسيارات 2014.النموذج المبتكر منخفض وأكبر من مازدا 2. التصميمات الداخلية المستقبلية الرفيعة ربما لن تدخل الإنتاج. وسوف تنافس هذه النسخة من الإنتاج سيارة هيونداي i20 وتويوتا ياريس وهوندا فيت وشفروليه سونيك ووفورد فييستا.  ويقدر سعر مازدا 2 بأقل من 20 ألف دولار.
وتقول الشركة المصنعة أنها صممت السيارة «لتبدو وكأنها تنفجر حرفيا بالطاقة». وكشفوا أن اسم هازومي يعني «ملزمة أو ينبثق».
تقول أوتويك من داخل غرفة المعرض، أنها ذات عجلات ثقيلة المظهر بالإضافة إلى أنبوبي عادم متمركزين في الوسط.

## الميزات
حصلت السيارة على هوية مازدا الجديدة كودو (Soul of Motion)  بالمصابيح المرتبطة بالشبك الأمامي الواسع. لديها عجلات كبيرة ذات 18 بوصة. كما تتيح للسائق الوصول إلى راديو والإنترنت، ومواقع الاجتماعية، والرسائل النصية، وأكثر من ذلك.

## الميكانيك
المحرك هو 1.5L SkyActiv-D توربو ديزل I4. مازدا أرادت التقليل من استهلاك الوقود في المحرك. ويقدر ب6.4 لتر لكل 100 كم في حين أن الاقتصاد الفعلي للوقود هو 3.5 لتر لكل 100 كم. وتقدر الانبعاثات بـ90 غراما من ثاني أكسيد الكربون لكل كيلومتر. وساعد ناقل الحركة الأوتوماتيكي 6 سرعات أيضا في تعزيز اقتصاد هازومي في استهلاك الوقود.

## الأمان
و مازدا 2 2015 يمكن أن تكون السيارة الفرعية الأكثر تقدما في السوق لأنها سوف تأتي مع أنظمة تجنب الحوادث، تحذير المنطقة العمياء والفرملة التلقائية في حالات الطوارئ.

## المتغيرات
وهناك نسخة مازداسبيد من الممكن أنها قد تكون بقوة أكثر من200 حصانا ومقاعد واسعة في الإصدار المبتكر.